# Justo Arroyo
Justo Arroyo (Colón, Panamá, 5 de enero de 1936) es un escritor y educador panameño, autor de libros de cuentos y novelas premiados en su país y en el extranjero.

## Trayectoria
Estudios de licenciatura y profesorado en la Universidad de Panamá y de maestría y doctorado en Letras en la Universidad Nacional Autónoma de México. Profesor en diversas universidades y traductor de inglés y francés.
Fue Embajador de Panamá en Colombia y ha asistido a Congresos y Seminarios en América, Europa, Asia y África. 
Ha sido traducido al inglés, alemán y húngaro y aparece en diversas antologías, entre ellas, El cuento hispanoamericano, de Seymour Menton.
Ha sido Jurado del Premio Casa de las Américas, La Habana, Cuba, 1982.
En 1997 la Universidad Simón Bolívar de Barranquilla, Colombia, le otorgó el Doctorado Honoris Causa. 
Editor de la Revista Cultural Lotería, 1996 a 1999 
En el 2000 la Cámara Panameña del Libro lo declaró Escritor del año.
En agosto de 2009 El Teatro Club de Panamá, El Círculo Anita Villalaz y la Academia Laboral de Bellas Artes lo distinguieron con el PREMIO ANITA VILLALAZ como ESCRITOR DEL 2009, reconocimiento compartido con la escritora Rose Marie Tapia.

## Obras
- La gayola, Premio en Guatemala, 1966. Prólogo de José de Jesús Martínez.
- Dedos, novela, Editorial Novaro, México, 1970.
- Dejando atrás al hombre de celofán, novela, Premio Nacional de Literatura Ricardo Miró, Panamá, 1971.
- Capricornio en gris, cuentos, Premio Nacional Ricardo Miró, Panamá, 1972.
- El pez y el segundo, novela, Editorial Educa, Costa Rica, 1978.
- Geografía de mujer, Grupo Editorial Encuentro, Panamá, 1982.
- Rostros como manchas, cuentos, Premio Nacional Ricardo Miró, Panamá, 1991.
- Semana sin viernes, novela, Premio Nacional Ricardo Miró, Panamá, 1995.
- Para terminar diciembre, cuentos, Premio Nacional Ricardo Miró, 1995.
- Corazón de águila, biografía novelada de Marcos A. Gelabert, pionero de la aviación panameña, Panamá, 1996.
- Héroes a medio tiempo, cuentos, Premio Centroamericano Rogelio Sinán, Panamá, 1997, Prólogo de Mempo Giardinelli.
- Lucio Dante resucita, novela, Premio Nacional Ricardo Miró, Panamá, 1998. Seleccionada para formar parte de la Biblioteca de la Nacionalidad, Panamá, 1999. Segunda edición Editorial Norma, 2007.
- Sin principio ni fin, novela, Panamá, 1999.
- Cuentos de Eduardo, cuentos, Premio César Candanedo, Panamá, 2000.
- Réquiem por un duende, cuentos, Premio Nacional Ricardo Miró, Panamá, 2002.
- Vida que olvida, novela, Alfaguara, Grupo Santillana, Madrid, España, 2002.
- Otra luz, novela, Premio Nacional Ricardo Miró 2008.
- abuso de confianza